# アイ・サレンダー
『アイ・サレンダー』（原題：Difficult to Cure）は、1981年に発表されたレインボーのアルバム。

## 概要
1980年8月16日にイングランドのドニントン・パークで開催された第1回モンスターズ・オブ・ロックに出演したのを最後に、コージー・パウエル（ドラムス）が脱退。レインボーは後任にボビー・ロンディネリを迎えて、9月からコペンハーゲンにあるスウィート・サイレンス・スタジオで本作の制作に取り掛かった。しかし途中でグラハム・ボネット（ボーカル）が脱退したので、彼等は急遽後任のオーディションを行なってジョー・リン・ターナーを選んだ。ターナーはスタジオに急行して、プロデューサー兼任のロジャー・グローヴァーと共に10日間籠ってボーカルの録音を完了した。
収録曲の9曲のうち6曲がオリジナル。シングル・カットされた「アイ・サレンダー」はラス・バラードの曲で、前作『ダウン・トゥ・アース』の「シンス・ユー・ビーン・ゴーン」に続いて取り上げられた。「マジック」はブライアン・モーランの曲。「治療不可」はベートーベンの交響曲第9番の第四楽章『歓喜の歌』を編曲したもの。
本作は1981年2月に発表。日本では3月に発売され、8月の日本公演の際、ポリドール・レコードからゴールド・ディスクに認定された。

## カバーアート
ジャケットのカバーアートはヒプノシスが担当。元々は、ブラック・サバスのアルバム『ネヴァー・セイ・ダイ』に提供する予定だった素材を流用したものである。
初回盤であるUK盤とUS盤では、色彩やコントラスト、ロゴや人物（医師達）の配置などに違いがある。日本の初回盤はUS盤に準拠している。

## 収録曲
1. アイ・サレンダー I Surrender - 4:10
2. スポットライト・キッド Spotlight Kid - 5:10
3. ノー・リリース No Release - 5:42
4. マジック Magic - 4:15
5. メイビー・ネクスト・タイム Vielleicht Das Nachste Mal[注釈 4] (Maybe Next Time) - 3:23
6. キャント・ハプン・ヒア Can't Happen Here - 5:09
7. フリーダム・ファイター Freedom Fighter - 4:28
8. ミッドタウン・タネル・ヴィジョン Midtown Tunnel Vision - 4:44
9. 治療不可 Difficult To Cure - 5:58

※ LP盤ではトラック1-5がA面、トラック6-9がB面に収録された。

## メンバー
- ジョー・リン・ターナー - ボーカル
- リッチー・ブラックモア - ギター
- ボビー・ロンデイネリ - ドラムス
- ドン・エイリー - キーボード
- ロジャー・グローヴァー - ベース

## その後
本作発表に伴ったツアーが終了した後、ドン・エイリー （キーボード）が方向性の相違を理由に脱退した。

## カバー
- 西城秀樹 - BIG GAME'81 HIDEKI 『アイ・サレンダー』SIDE A1